# Краснофлотское (Ленинградская область)
Краснофлотское (до 1948 года Макула, Кууярви, фин. Makula, Kuujärvi) — посёлок в Приморском городском поселении Выборгского района Ленинградской области.

## Название
Топоним Макула может означать как «лакомое», так и «лежащее». Название Кууярви в переводе с финского означает «Лунное озеро».
В послевоенный период деревня Макула считалась частью соседней деревни Кууярви, поэтому при переименовании 1948 года она получила общее с последней наименование Горка, но менее чем через полгода название было изменено на Краснофлотское.

## История

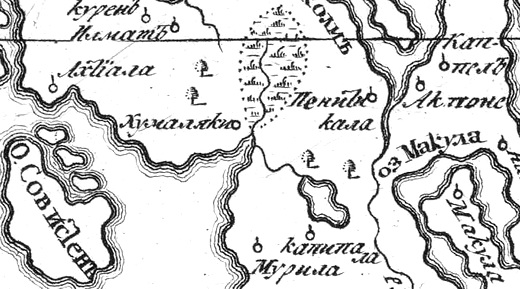
Деревня Макула на русской карте 1745 года

Деревня Кууярви, граничившая с северо-запада с деревней Макула, состояла из двух частей — собственно Кууярви и Патру. Основными занятиями её жителей являлись земледелие и животноводство, а дополнительный заработок приносили занятия рыболовством, охотой, работа на лесосплаве и лесоразработках. В деревне Макула первопоселенцами были два рода — Сиркия и Туйтту. Основными занятиями её жителей являлись животноводство и деревообработка.
В Кууярви имелась собственная народная школа. В деревне располагались дачи генерал-майора Егора Давыдовича Гардера, коллежского секретаря К. Э. Демокидова, а также неких Кораблёва, Чугунова, Шнельмана, Керстена, Б. И. Каразина, Г. Ленга, С. Соколова, Шлакова и архитектора А. Хаммарстадта.

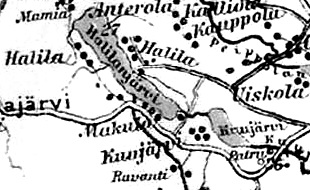
Деревни Макула и Кууярви на карте 1923 года

Перед началом советско-финляндской войны в деревне Макула насчитывалось 37 дворов. Фамилии хозяев: Лескинен, Тервонен, Купаринен, Теппонен, Хааканен, Акканен, Келонен, Халонен, Ратиа, Никканен, Туйтту, Тяхкяпяа, Сиркия, Антеройнен, Корхонен, Хяккинен, Лоцар, Валки и Леппянен. Вместе с семьями в первые дни военной зимы 1939 года они отправились в эвакуацию. К осени 1941 года от деревни уцелел лишь один дом.
В деревне Кууярви жили семьи: Никканен, Купаринен, Пуса, Пентиккяйнен, Коли, Корхонен и другие. Население покинуло деревню в первые дни декабря 1939 года. К концу августа 1941 года в Кууярви уцелело лишь пять зданий.
До 1939 года деревни Макула и Кууярви входили в состав волости Уусикиркко Выборгской губернии Финляндской республики.
С 1 января 1940 года — в составе Уусикольского сельсовета Койвистовского района.
С 1 июля 1941 года по 31 мая 1944 года финская оккупация.
С 1 октября 1948 года — в составе Краснофлотского сельсовета Приморского района.
С 1 января 1949 года деревня Кууярви учитывается административными данными как деревня Краснофлотское. В ходе укрупнения хозяйства к деревне были присоединены соседние селения Селькяинмяки, Мюллюмяки, Макула, Халола.
В 1958 году деревня насчитывала 227 жителей.
С 1 ноября 1959 года — в составе Рябовского сельсовета.
С 1 февраля 1963 года — в составе Выборгского района.
Согласно административным данным 1966 и 1973 годов посёлок Краснофлотское находился в составе Рябовского сельсовета.
По данным 1990 года посёлок Краснофлотское находился в составе Краснодолинского сельсовета.
В 1997 году в посёлке Краснофлотское Краснодолинской волости проживали 44 человека, в 2002 году — 49 человек (русские — 98 %).
В 2007 году в посёлке Краснофлотское Приморского ГП проживали 24 человека, в 2010 году — 36 человек.

## География
Посёлок расположен в юго-западной части района на автодороге 41К-089 (Рябово — Поляны).
Расстояние до административного центра поселения — 18 км.
Расстояние до ближайшей железнодорожной станции Куолемаярви — 8 км. 
Посёлок находится на западном берегу Краснофлотского озера.

## Демография
| 2007 | 2010 | 2017 | 2021 |
| ---- | ---- | ---- | ---- |
| 24   | ↗36  | ↘24  | ↗71  |

## Улицы
Коростелевая, Кривой проезд, Летняя, Полянское шоссе, Речной проезд, Ручейная, Совхозная, Узорная, Узорный проезд.